# Vlagyimir Jurjevics Bakin
Vlagyimir Jurjevics Bakin (cirill betűkkel Влади́мир Ю́рьевич Ба́кин) (Ivanovkai járás, 1953. november 25. –) oroszországi katonai vezető, hadseregtábornok.

## Pályafutása
1975-ben elvégezte a blagovescsenszki, Rokosszovszkij marsallról elnevezett Távol-keleti Felsőfokú Összfegyvernemi Parancsnoki Főiskolát, majd a Kárpáti Katonai Körzetben szolgált, előbb szakasz-, majd század- és zászlóaljparancsnokként. 
1986-ban elvégezte a moszkvai Frunze Összfegyvernemi Katonai Akadémiát, majd ezredparancsnokként és később egy hadosztály vezérkari főnökeként szolgált a Bajkálontúli Katonai Körzetben. 
1995-ben elvégezte a Vezérkari Akadémiát, majd a Kalinyingrádi területen egy gépesített lövészhadosztály parancsnoka lett. 1998-ban a Balti Flotta szárazföldi és partvédelmi erőihez került, 1999-ben ő lett a hadtest parancsnoka.
2001-ben Csitába helyezték, kinevezték a Szibériai Katonai Körzet vezérkari főnökévé és a katonai körzet parancsnokának első helyettesévé. 2004-ben vizsgálat indult ellene, mert a katonai főügyész szerint felelősség terhelte azért, hogy Moszkvából Novoszibirszken át Magadanba utazó újoncok egy csoportja fagysérüléseket szenvedett, és egyikük meg is halt. Az ügynek végül nem lett Bakinra nézve negatív következménye. 
2005 januárjában Jekatyerinburgba helyezték, a Volga-Uráli Katonai Körzet vezérkari főnökévé és a katonai körzet parancsnokának első helyettesévé nevezték ki. Ugyanezen év júniusában a Moszkvai Katonai Körzet parancsnokává nevezték ki. 2007. február 23-án léptették elő hadseregtábornokká.
2009-ben fél évig az Oroszországi Föderáció szárazföldi csapatainak főparancsnok-helyettese volt, majd tartalékos állományba helyezték.

## Családja
Nős, egy fiú és egy leánygyermek apja.